# Jarlan Barrera
Jarlan Junior Barrera Escalona (nascut el 16 de setembre de 1995) és un futbolista professional colombià que juga com a migcampista ofensiu a l'Atlético Nacional.

## Trajectòria de club
Nascut a Santa Marta, Barrera es va incorporar al conjunt juvenil de l'Atlético Junior l'any 2013, procedent de La Equidad. Va debutar amb el primer equip el 7 de març de 2013, entrant com a substitut a la segona part per Edwin Cardona en una golejada per 6-0 contra el Valledupar, per a la Copa Colòmbia de l'any.
Utilitzat habitualment als partits de copa, Barrera només va ascendir a la plantilla principal a mitjan campanya del 2014. Va debutar en la Categoría Primera A el 24 d'agost d'aquell any, substituint Jorge Ortega en la derrota per 1-0 a casa contra l'Independiente Medellín.
Barrera va marcar els seus primers gols sènior el 27 d'agost de 2014, marcant un doblet en la victòria per 2-0 contra l'Uniautónoma, per a la Copa nacional de la temporada El seu primer gol a la lliga va arribar vuit dies després, ja que va marcar el tercer gol del seu equip en la victòria a casa per 4-3 contra l'Atlético Huila.
Barrera es va consolidar ràpidament com a titular del club els anys següents, guanyant dues copes nacionals durant el procés. El 12 de desembre de 2018, al partit de tornada de la final de la Copa Sudamericana 2018, va fallar un penal en el temps de descompte que hauria donat al seu equip un avantatge de 2-1 sobre l'Athletic Paranaense; el Junior va perdre el torneig a la tanda de penals, i Barrera va ser substituït poc després de la falta de penal.
Barrera es va incorporar a Tigres UANL l'1 de gener de 2019, però només vuit dies després, va ser cedit a Rosario Central a l'Argentina. L'acord va costar a Rosario 200.000 dòlars i no tenia opció de compra.

## Carrera internacional
Després de representar a Colòmbia a nivell sub-20, Barrera va ser convocat pel tècnic de l'equip absolut José Pekerman per a una estada d'entrenament el febrer de 2016. Va participar en dos partits amb l'equip sub-23, però va ser eliminat de la llista final de 19 jugadors de Carlos Restrepo abans dels Jocs Olímpics d'estiu de 2016.

## Vida personal
Barrera és familiar de l'exfutbolista Carlos Valderrama.